# Titularerzbistum Adulis
Adulis (italienisch Aduli) ist ein Titularerzbistum der römisch-katholischen Kirche.

## Geschichte
Das Bistum geht zurück auf ein früheres Erzbistum der antiken Stadt Adulis in Eritrea.
1788 wurde der gebürtige Abessinier Tobias Georg Ghebragzer zum (Titular-)bischof von Adulis ernannt. Er starb 1801.
1925 wurde unter Papst Pius XI. das Territorialerzbistum Adulis errichtet. Erster Titelträger nach der Errichtung war der emeritierte Bischof von Vilnius, Jurgis Matulatis.
| Titularerzbischöfe von Adulis |                           |                                            |                    |                 |
| Nr.                           | Name                      | Amt                                        | von                | bis             |
| 1                             | Tobias Georg Ghebragzer   |                                            | 6. Juni 1788       | 7. Mai 1801     |
| 2                             | Jurgis Matulaitis MIC     | emeritierter Bischof von Vilnius (Litauen) | 1. September 1925  | 27. Januar 1927 |
| 3                             | Colomban-Marie Dreyer OFM | Apostolischer Delegat in Indochina         | 26. November 1928  | 7. Mai 1944     |
| 4                             | Martin Lucas SVD          | Kurienerzbischof                           | 14. September 1945 | 3. März 1969    |